# Tolmerus cingulatus
Tolmerus cingulatus är en tvåvingeart som först beskrevs av Fabricius 1781.  Tolmerus cingulatus ingår i släktet Tolmerus, och familjen rovflugor. Arten är reproducerande i Sverige.

## Bildgalleri

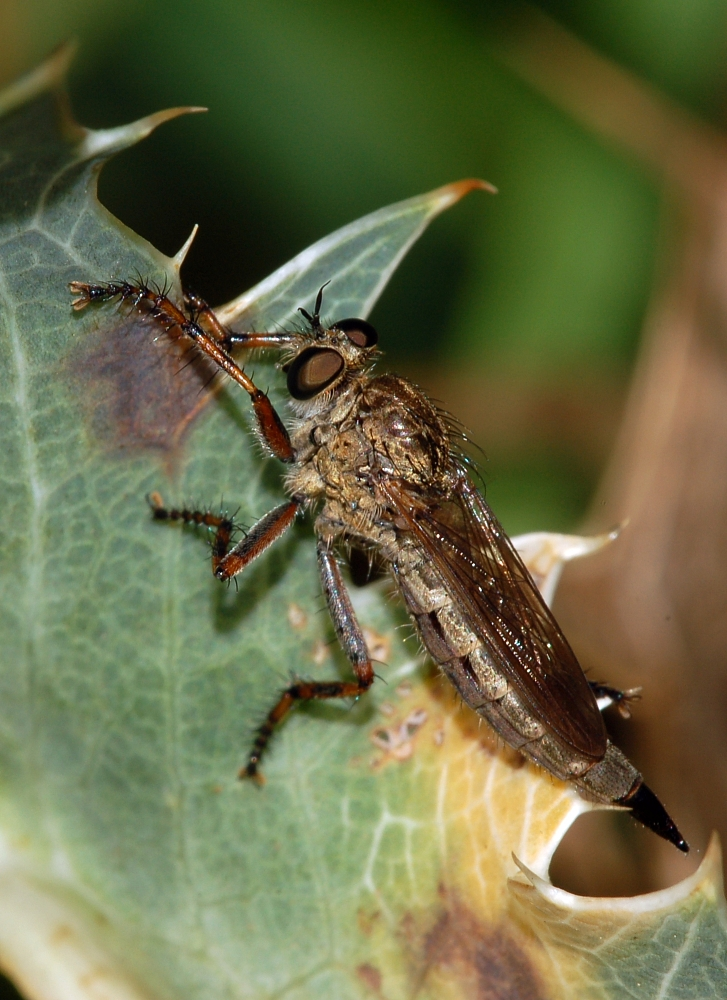
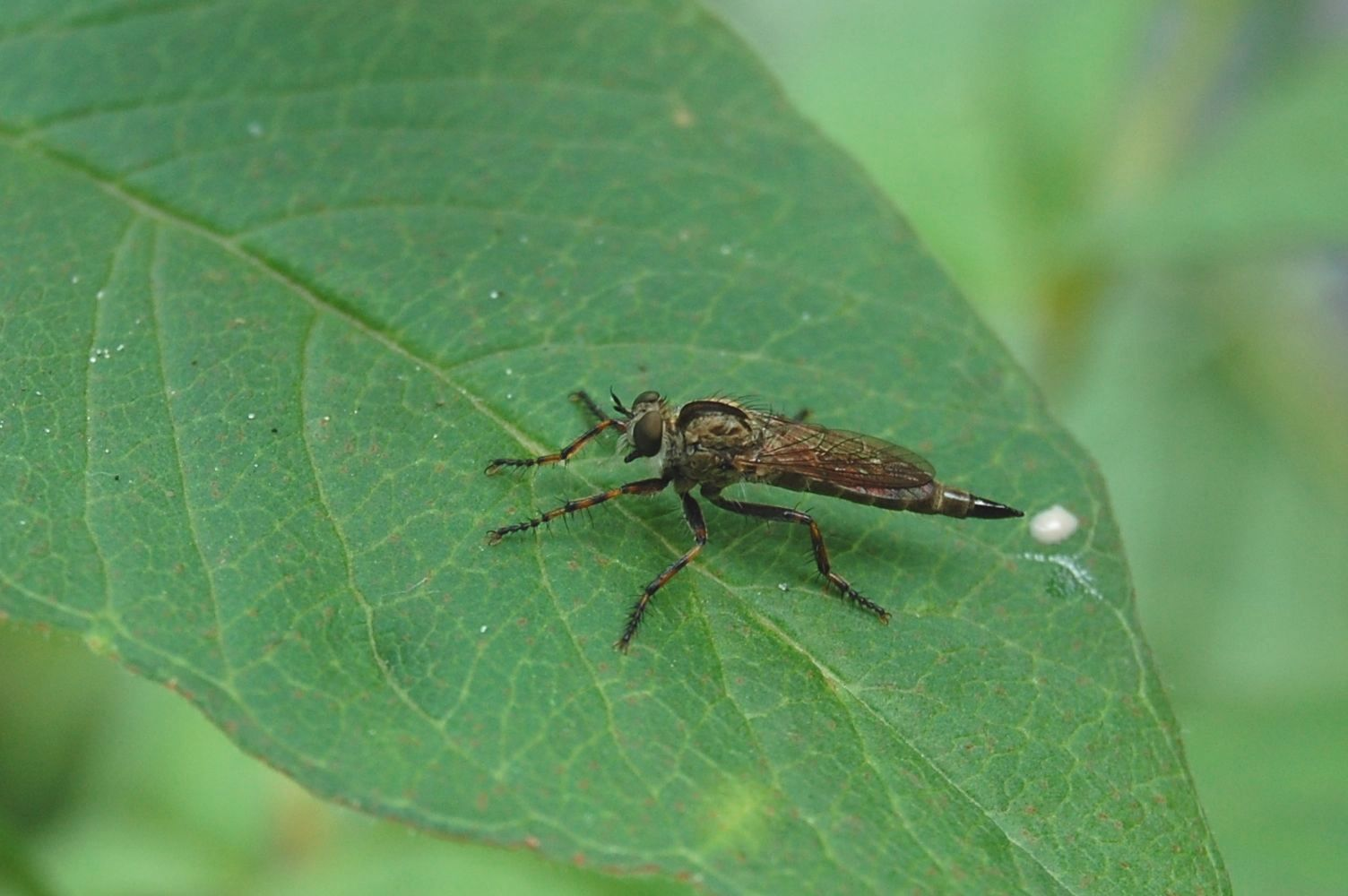
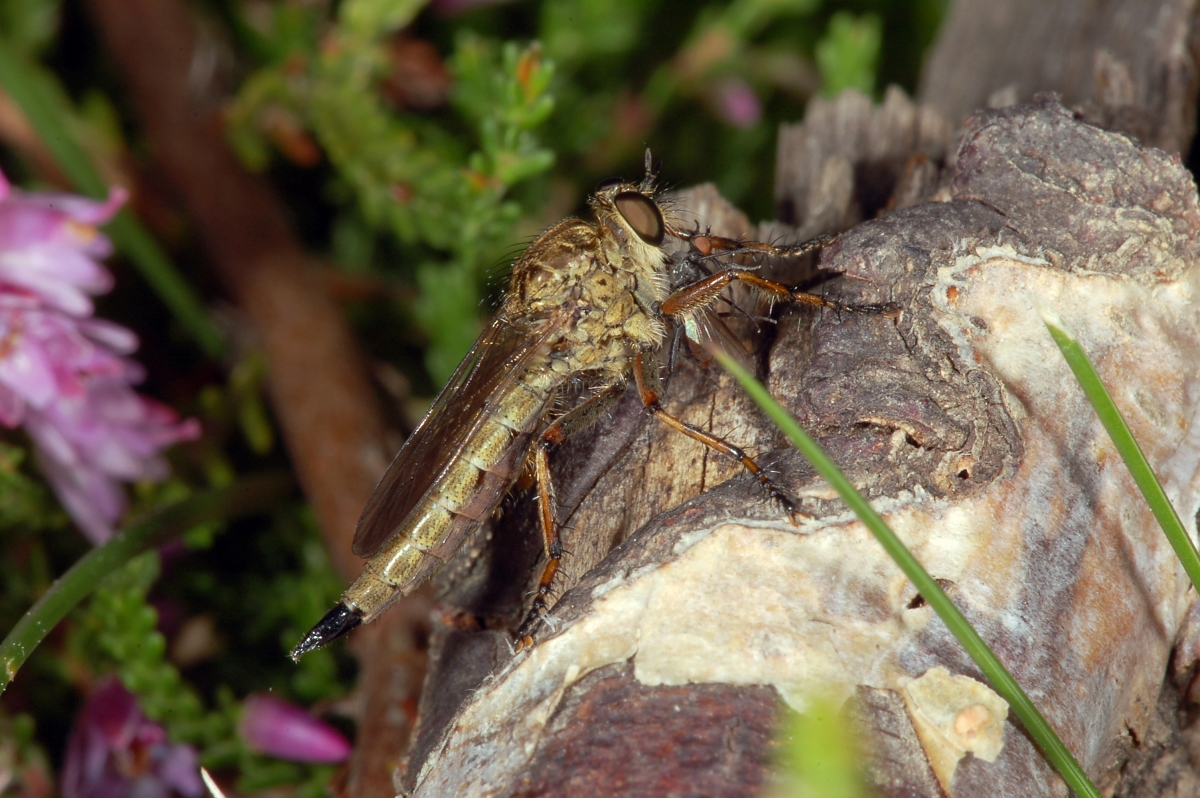
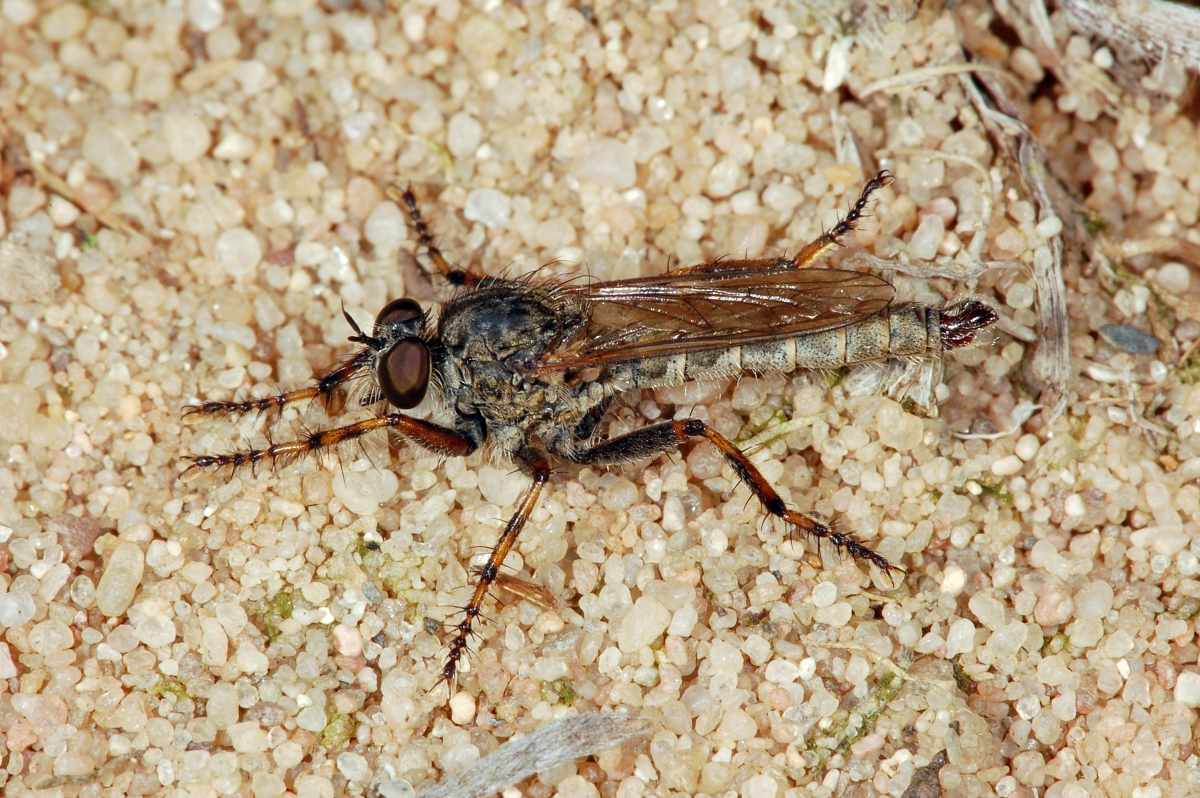
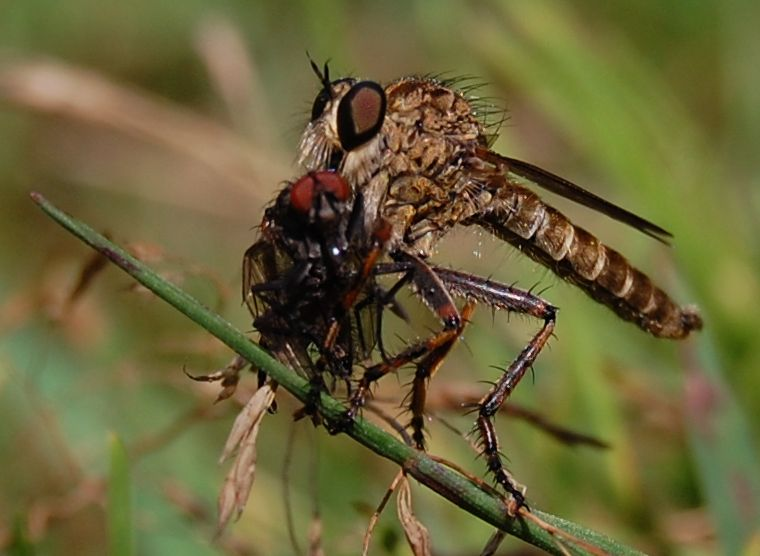